# پونه قدوسی
پونه قدوسی (زادهٔ ۱۹۷۱ میلادی) روزنامه‌نگار ایرانی است. وی در بخش فارسی بی‌بی‌سی فعالیت می‌کند و در سال ۲۰۰۸ به همراه سیاوش اردلان و ستار سعیدی در برنامه نوبت شما به عنوان مجری شروع به فعالیت نمود.
پونه قدوسی علاوه بر مجریگری تلویزیون در رادیو بی‌بی‌سی نیز گویندگی می‌کند. او تا چند سال پیش در ایران زندگی می‌کرده‌است.
او حرفه ژورنالیستی را در سال ۱۹۹۰ در جریان زلزله رودبار آغاز کرد و پس از آن پونه قدوسی با رسانه‌های خبری زیادی از قبیلWall Street Journal, New York Times, PBS, USA Today, The Daily Telegraph, Business Week, Toronto Star and The Washington Post همکاری داشته‌است.
او در سال ۲۰۰۰ به سرویس جهانی بی‌بی‌سی پیوست و به عنوان تهیه‌کننده و مجری کار خود را آغاز نمود. وی به عنوان تهیه‌کننده برنامه جدید بی‌بی‌سی با عنوان Newslight و همچنین تهیه بولتن‌های خبری سرویس جهانی بی‌بی‌سی فعالیت خود را با بی‌بی‌سی ادامه داد.

## مدارک تحصیلی
پونه قدوسی دارای مدرک لیسانس در رشته زبان انگلیسی و مدرک ترجمه زبان انگلیسی از دانشگاه آزاد تهران  می‌باشد او همچنین دارای مدرک خبرنگاری و عکاسی از دانشگاه تورنتو است.